# Harry Kesten
Harry Kesten (Alemanha, 19 de novembro de 1931 - 29 de março de 2019) foi um matemático estadunidense.
Foi palestrante convidado do Congresso Internacional de Matemáticos em Nice (1970: Hitting of sets by processes with stationary independent increments) e em Varsóvia (1983: Percolation theory and resistance of random electrical networks) e palestrante plenário do Congresso Internacional de Matemáticos em Pequim (2002: Some Highlights of Percolation). Foi membro da Academia Nacional de Ciências dos Estados Unidos e da Academia de Artes e Ciências dos Estados Unidos (1999) e membro estrangeiro da Academia Real das Artes e Ciências dos Países Baixos. Foi fellow da American Mathematical Society.

## Publicações selecionadas
como autor
- Percolation theory for mathematicians. Birkhäuser, Stuttgart 1982, ISBN 3-7643-3107-0.
- What is Percolation?, Notices AMS 2006, pdf Datei (58 kB)
- Hitting probabilities for single points for processes of stationary independent increments (Memoirs of the AMS; 93). AMS, Providence, R.I. 1969.

como editor
- Probability on discrete structures (Encyclopedia of mathematical sciences; 110). Springer, Berlin 2004, ISBN 3-540-00845-4.